# Крупейское (озеро)
Крупейское — озеро в Пригородной волости Пустошкинского района Псковской области, на южной окраине города Пустошка.
Площадь — 1,6 км² (161,0 га; с островами — 165,6 га). Максимальная глубина — 11,0 м, средняя глубина — 2,5 м.
На берегу озера расположены: город Пустошка и деревня Клюкино.
Проточное. Относится к бассейну реки Крупея (Крупянка), притока Великой.
Тип озера лещово-плотвичный с уклеей. Массовые виды рыб: щука, окунь, плотва, лещ, язь, линь, налим, ерш, красноперка, щиповка, верховка, вьюн, пескарь, уклея, густера, карась, голец; широкопалый рак (единично).
Для озера характерно: в литорали — песок, заиленный песок, ил, торф; в центре — ил, заиленный песок; на берегу — луга, поля, огороды, болото.